# Eumenes maxillosus
Eumenes maxillosus är en stekelart som först beskrevs av De Geer.  Eumenes maxillosus ingår i släktet krukmakargetingar, och familjen Eumenidae.

## Underarter
Arten delas in i följande underarter:
- E. m. savignyi
- E. m. dimidiatipennis
- E. m. fenestralis
- E. m. savignyi